# Bence Demeter
Bence Demeter (Székesfehérvár, 20 marzo 1990) è un pentatleta ungherese.

## Biografia
È figlio del pentatleta ungherese József Demeter. È allenato dal padre.
Ha rappresentato l'Ungheria ai Giochi olimpici estivi di Rio de Janeiro 2016, dove si è piazzato al diciassettesimo posto nella gara maschile.

## Palmarès
- Mondiali

Mosca 2011: argento a squadre;
Kaohsiung 2013: oro nella staffetta;
Varsavia 2014: oro a squadre;
- Europei

Medway 2011: oro nella staffetta;
Sofia 2012: argento a squadre;
Drzonów 2013: oro a squadre;
Székesfehérvár: oro a squadre;
Minsk 2017: oro a squadre;
Székesfehérvár 2018: argento a squadre; bronzo nella staffetta mista;